# Savcenkî, Narodîci
Savcenkî (în ucraineană Савченки) este un sat în comuna Norînți din raionul Narodîci, regiunea Jîtomîr, Ucraina.